# أندرو تشنغ
أندرو تشنغ (بالصينية: 鄭家富) هو سياسي صيني، ولد في 28 أبريل 1960 في هونغ كونغ في الصين. حزبياً، نشط في Democratic Party (Hong Kong) ‏. وقد انتخب عضو المجلس التشريعي لهونغ كونغ عن دائرة New Territories East (1998 constituency) ‏ (1 يوليو 1998 – 30 سبتمبر 2012).